# Браян Беннінг
Браян Беннінг (англ. Brian Benning, нар. 10 червня 1966, Едмонтон) — колишній канадський хокеїст, що грав на позиції захисника. Грав за збірну команду Канади.
Провів понад 600 матчів у Національній хокейній лізі. 

## Ігрова кар'єра
Хокейну кар'єру розпочав 1983 року в ЗХЛ.
1984 року був обраний на драфті НХЛ під 26-м загальним номером командою «Сент-Луїс Блюз». 
Протягом професійної клубної ігрової кар'єри, що тривала 11 років, захищав кольори команд «Сент-Луїс Блюз», «Лос-Анджелес Кінгс», «Філадельфія Флаєрс», «Едмонтон Ойлерс» та «Флорида Пантерс».
Загалом провів 616 матчів у НХЛ, включаючи 48 ігор плей-оф Кубка Стенлі.
Виступав за збірну Канади на чемпіонаті світу 1993 року.

## Статистика
| Сезон        | Клуб                   | Ліга         | Регулярний сезон | Регулярний сезон | Регулярний сезон | Регулярний сезон | Регулярний сезон | Плей-оф | Плей-оф | Плей-оф | Плей-оф | Плей-оф |
| ------------ | ---------------------- | ------------ | ---------------- | ---------------- | ---------------- | ---------------- | ---------------- | ------- | ------- | ------- | ------- | ------- |
| Сезон        | Клуб                   | Ліга         | І                | Г                | П                | О                | ШХ               | І       | Г       | П       | О       | ШХ      |
| 1983–84      | «Портленд Вінтер Гокс» | ЗХЛ          | 38               | 6                | 41               | 47               | 108              | —       | —       | —       | —       | —       |
| 1984–85      | «Камлупс Блейзерс»     | ЗХЛ          | 17               | 3                | 18               | 21               | 26               | —       | —       | —       | —       | —       |
| 1984–85      | «Сент-Луїс Блюз»       | НХЛ          | 4                | 0                | 2                | 2                | 0                | —       | —       | —       | —       | —       |
| 1985–86      | «Сент-Луїс Блюз»       | НХЛ          | —                | —                | —                | —                | —                | 6       | 1       | 2       | 3       | 13      |
| 1986–87      | «Сент-Луїс Блюз»       | НХЛ          | 78               | 13               | 36               | 49               | 110              | 6       | 0       | 4       | 4       | 9       |
| 1987–88      | «Сент-Луїс Блюз»       | НХЛ          | 77               | 8                | 29               | 37               | 107              | 10      | 1       | 6       | 7       | 25      |
| 1988–89      | «Сент-Луїс Блюз»       | НХЛ          | 66               | 8                | 26               | 34               | 102              | 7       | 1       | 1       | 2       | 11      |
| 1989–90      | «Сент-Луїс Блюз»       | НХЛ          | 7                | 1                | 1                | 2                | 2                | —       | —       | —       | —       | —       |
| 1989–90      | «Лос-Анджелес Кінгс»   | НХЛ          | 48               | 5                | 18               | 23               | 104              | 7       | 0       | 2       | 2       | 6       |
| 1990–91      | «Лос-Анджелес Кінгс»   | НХЛ          | 61               | 7                | 24               | 31               | 127              | 12      | 0       | 5       | 5       | 6       |
| 1991-92      | «Лос-Анджелес Кінгс»   | НХЛ          | 53               | 2                | 30               | 32               | 99               | —       | —       | —       | —       | —       |
| 1991–92      | «Філадельфія Флаєрс»   | НХЛ          | 22               | 2                | 12               | 14               | 35               | —       | —       | —       | —       | —       |
| 1992–93      | «Філадельфія Флаєрс»   | НХЛ          | 37               | 9                | 17               | 26               | 93               | —       | —       | —       | —       | —       |
| 1992–93      | «Едмонтон Ойлерс»      | НХЛ          | 18               | 1                | 7                | 8                | 59               | —       | —       | —       | —       | —       |
| 1993–94      | «Флорида Пантерс»      | НХЛ          | 73               | 6                | 24               | 30               | 107              | —       | —       | —       | —       | —       |
| 1994–95      | «Флорида Пантерс»      | НХЛ          | 24               | 1                | 7                | 8                | 18               | —       | —       | —       | —       | —       |
| Усього в ЗХЛ | Усього в ЗХЛ           | Усього в ЗХЛ | 55               | 9                | 59               | 68               | 134              | —       | —       | —       | —       | —       |
| Усього в НХЛ | Усього в НХЛ           | Усього в НХЛ | 568              | 63               | 233              | 296              | 963              | 48      | 3       | 20      | 23      | 70      |